# Дар профессора В. Н. Голубева
 Коллекция профессора В. Н. Голубева, дар профессора В. Н. Голубева — собрание искусства, которое находится в постоянной экспозиции Алупкинского дворцово-паркового музея-заповедника.

## История экспозиции
В 1988 году профессор Никитского ботанического сада Виталий Николаевич Голубев преподнес в дар Алупкинскому дворцово-парковому музею-заповеднику собранную им коллекцию живописи и графики. Она насчитывает 93 живописных полотна и 113 графических листов, хронологически охватывающих почти весь XX век: от «Призраков» (1903) В. Э. Борисова-Мусатова до «Набережной Ялты» (1987) В. Н. Разгулина.
В настоящее время постоянная экспозиция размещена в Шуваловском (Гостевом) корпусе дворца. 
Экспозиция знакомит посетителей с известными художественными группировками и объединениями начала XX века в России, с работами мастеров живописи и графики, чьи работы находятся в крупнейших музеях России и мира.

## История сложения коллекции
О поиске наиболее значимых работ В. Н. Голубев пишет в «Очерке истории сложения собрания и художественно-стилистических особенностей картин» (1997 г.), где с благодарностью вспоминает тех, кто доброжелательно помог ему в отборе картин для своей коллекции. Полотна пришли в собрание В. Н. Голубева разными путями: покупались у наследников или самих творцов, находились чудесным образом среди ненужных вещей. Ярко представлены художественные объединения 1900—1920-х годов; сложных и трагических 1930—1960-х; удельный вес этих работ, судя по датировкам, составляет около полусотни; исчерпывающе представлен взлёт изобразительного искусства, пришедшийся на 1970—1980-е годы.

## Творческие объединения, представленные в экспозиции

### Мир искусства
Художественное объединение «Мир искусства», основанное в 1898 году, к которому можно причислить из имеющихся в собрании Б. И. Анисфельда («В саду», 1908; «Натюрморт со статуэткой», 1908), М. А. Волошина («Испанский пейзаж», 1911). Сюда же следует отнести и К. Ф. Богаевского, представленного более поздними рисунками Крымских гор.

### Союз русских художников
«Союз русских художников» (1-я выставка его открылась 26 декабря 1903 года в Москве). В нём состоял и непревзойдённый виртуоз живописно-пластического исполнения К. А. Коровин, кисти которого в собрании принадлежат две работы: «Вечер в Крыму» и «Эскиз декорации к „Маскараду“ М. Ю. Лермонтова» (1910).

### Голубая роза
«Голубая роза» (1907). Идейно-художественным предтечей этого направления является В. Э. Борисов-Мусатов. В собрании видное место занимают его работы «Пруд» (1903) и графический вариант «Призраков» (1903), характеризующие высокую живописность, условность и символические акценты искусства. Яркой фигурой этого художественного течения был М. С. Сарьян. В коллекции имеется его поздняя, но характерная картина «Захолустная улочка» (1943).

### Бубновый валет
«Бубновый валет» (общество ведёт начало с одноимённой выставки, открытой в 1910 году), соединявший в себе славные имена нашей живописи первой половины XX века: П. П. Кончаловского, И. И. Машкова, В. В. Рождественского, А. В. Куприна, Р. Р. Фалька и др. В коллекции представлены работы А. В. Лентулова, А. В. Куприна и Р. Р. Фалька.

### Московские живописцы.Общество станковистов
Многие из бывших бубнововалетцев образовали общество «Московские живописцы» (1925 год), позже (1928 год) преобразованное в «Общество московских художников» (ОМХ), занимавшее одно из центральных мест в советском изобразительном искусстве.
Одновременно с «Московскими живописцами» возникает «Общество станковистов» (ОСТ). Участников объединения (в коллекции представлены С. А. Лучишкин, А. А. Лабас, А. Н. Козлов) интересовали вопросы художественного постижения динамических ритмов жизни, атрибутов машинного века.

### Группа «13»
Последней художественной группировкой перед образованием в 1932 году единого Союза художников СССР была группа «13», дебютировавшая выставкой 1929 года. В коллекции имеются графические работы Д. Б. Дарана, Н. В. Кузьмина, В. А. Милашевского, А. Ф. Софроновой, Т. А. Мавриной и живопись А. Д. Древина, входивших в это объединение. К ним примыкает и В. В. Лебедев, графический лист которого «Обнаженная на коленях» (1926), исполненный ламповой копотью, также находится в собрании.

## Послевоенный период
В живописи послевоенного периода, представленной в собрании достаточно многолико, отразились различные тенденции развития, своеобразные поиски социально-этического, живописного и эстетического характера. В какой-то степени она наследует и стилистические особенности живописи 20-х годов и более ранней. Эта родственность художественных средств с рассмотренными течениями и объединениями стала проявляться в полную меру с середины 50-х годов и тем более в последующие десятилетия, когда художественное наследие прошлого — пред- и послереволюционного времени — стало доступным для обозрения и получать объективные положительные оценки.
Следы тяжелого военного прошлого, лично пережитого и оставившего неизгладимые духовные и физические раны, воплощаются в творчестве М. З. Рудакова. Весьма выразителен в этом отношении «Трагический натюрморт», в котором ощущаются реалии минувших военных событий: пулевые пробоины, дым пожаров, колючая проволока…
Напротив, в живописи А. Д. Соколова, тоже участника Отечественной войны, преобладает жизнерадостное звучание, холсты его наполнены цветовой стихией, гармоничной и живописной, овеяны искренним лирическим чувством. Эта полярная Рудакову позиция художника столь же закономерна. Она правдиво передаёт настроение народа, занятого созиданием во имя мира на Земле. На редкость оптимистичным является «Натюрморт с маками» (1976). Другая работа, «Камбала» (1972), выделяется своими живописными качествами: сквозь толщу голубовато-фиолетовой воды едва просвечивают морские камешки, рыба окаймлена кольцом сизой воды, выхлопнутой при «приземлении» камбалы, с переливающимися серебристо-голубоватыми бликами.
Большой почитатель Крыма Егошин Герман Павлович обогатил собрание полотном «Ночная улица» (1979), уже видевшим стены Цвингера в Дрездене, Большого зала ЛОСХ. В этом полотне, как в зеркале, преломились все сложности, волнения и тревоги современной жизни, остро воспринятые художником, получившие адекватное художественное претворение. В ней улавливаются эмоциональная импульсивность, цветовая экспрессия, глубинный гомон переживаний.
К серии картин Г. П. Егошина, Ю. Н. Чхаидзе близко стоит холст И. Н. Зисмана «Гурзуф» (1986), в котором струистые токи живописной энергии составляют главное содержание.
В этот круг единства следует отнести и полотна: И. А. Старженецкой — «Крымский апрель» (1976), Н. Л. Соколовой — «Домик» (1971), «Гурзуф. Цветение» (1973), «Дворик в Гурзуфе» (1980), Е. Е. Григорьевой — «Натюрморт с иконой» (1978), В. П. Соколова — «Натюрморт с иконой» (1975), «Бахчисарай. Тополя» (1978), «Софийский мотив» (1981). Не слишком далеко отстоят от этой группы и работы В. Е. Брайнина «Большие деревья» (1977—1982), из серии «Рыбы» (1982), «Городской пейзаж» (1984). Художественно-живописная стилистика, лежащая в основе этого цикла произведений, наследует принципы и опыт импрессионизма, а в случае В. Е. Брайнина — и достижения великого Тёрнера.
В духе народного примитива исполнена картина И. П. Шкадинова «Прогулка к Адаларам» (1974), а профессионально-художественный (культурный) примитивизм целенаправленно разрабатывает Н. И. Нестерова, представленная холстом «Дом Альмы Дунги» (1980). Вместе с тем он проникнут мягким бытовым юмором, делающим его ещё более доступным неискушённому зрителю.
Интересны «артефакты» Инфанте-Арана Франсиско, московского художника, выявляемые взаимодействием искусственных объектов и природной среды, образующие в собрании довольно представительную серию: «Вектор поляны» (1966), «Игра жестов» (1977), «Ипостаси круга» (1977), «Зимний квадрат» (1978), «Король треугольника» (1978), «Очаги искривленного пространства» (1979). Художник использует для своих композиций зеркальные плёнки, треугольные, квадратные, круглые зеркала, которые с помощью легких конструкций размещает на поляне, среди поля, на берегу моря и т. д. Технофилизм Инфанте гармонично сочетается с целомудренной любовью к феноменам естественной природы. На пересечении этих структурно-цветовых категорий и рождаются его «артефакты», фиксируемые с помощью фотографии.

### Живопись
- Анисфельд Борис Израилевич. 1879—1973

1. В саду. 1908—1910. Холст, масло. 67,5 х 98,5 см.
- Богомазов Александр Константинович. 1880—1930

2. Камни в воде. 1911. Картон, масло. 32,5 х 40,5 см.
- Бонтя Елена Павловна. 1936

3. Натюрморт с молочаем. 1988. Картон, темпера. 38 х 68 см.
- Борисов Мусатов Виктор Эльпидифорович. 1870—1905

4. Пруд. 1901—1903. Холст/картон, масло. 38 х 49,6 см.
- Брайнин Владимир Ефимович. 1951

5. Большие деревья. 1977—1982. Холст, масло. 97 х 75 см.
6. Из серии «Рыбы». 1982. Холст, масло. 55,5 х 55,5 см.
7. Городской пейзаж. 1984. Холст, масло. 30 х 49,5 см.
- Бурдей Олег Григорьевич. 1913

8. Портрет художника А. Зарипова. 1984. Холст, масло. 40 х 49,8 см.
- Бурлюк Давид Давидович. 1882—1967

9. Яблоневый сад. Холст, масло. 67,5 х 52 см.
- Былинский Андрей Николаевич. 1929

10. Гурзуф, утро. 1980. Холст, масло. 49 х 72 см.
- Бялыницкий-Бируля Витольд Каэтанович. 1872—1957

11. Умолкшие поля. 1911. Холст, масло. 84 х 105 см.
- Волошин Максимилиан Александрович. 1878—1932

12. Испанский пейзаж. 1911. Картон, темпера. 36,5 х 80,5 см.
- Гауш Александр Федорович. 1873—1947

13. Ослик. Холст, масло. 34,5 х 43 см.
- Глущенко Николай Петрович. 1901—1977

14. Парижское кафе. Картон, масло. 50 х 70 см.
- Гогуадзе Альберт Иосифович.1935

15.Осень. 1975. Картон, масло. 70,3 х 49,7 см.
- Григорьева Екатерина Евгеньевна. 1928

16. Натюрморт с иконой. 1979. Холст, масло. 54×50 см.
- Древин Александр Давидович. 1889—1938

17. Барка. 1932. Холст, масло. 61 х 80 см.
18. Стан в степи. 1932 (написана на обороте предыдущей). Холст, масло. 61,5 х 80 см.
- Егошин Герман Павлович. 1931—2009

19. Ночная улица. 1979. Холст, масло. 89,5 х 80 см.
- Зарипов Аннамухамед Зарипович. 1947

20. На ослике. 1979. Холст, масло. 65 х 85 см.
21. Зима 1941 года. 1982. Холст, масло. 70 х 79,5 см.
22. Ел мая. 1981. Холст, масло. 79,5 х 90 см.
- Зисман Иосиф Натанович. 1914

23. Гурзуф. 1986. Холст, масло. 73 х 83 см.
- Иванов Юрий Петрович. 1939

24. Вороньи гнезда. 1975. Картон, масло. 85 х 66,5 см.
25. Леший. 1975. Картон, масло. 70,3 х 50,5 см.
26. Домовой. 1975. Картон, масло. 80 х 50,3 см.
- Исупов Алексей Владимирович. 1889—1957

27. Пейзаж с рекой. Картон, масло. 27 х 45,3 см.
28. Сельский пейзаж. 1915. Картон, масло. 29,3 х 29,5 см.
- Козлов Александр Николаевич. 1902—1946

29. Портрет Н. К. Пименовой. 1940. Бумага, масло. 65 х 60 см.
30. Вид с террасы дачи Лентуловых. Холст/ картон, масло. 50,8 х 43,4 см.
31. Пейзаж. Холст, масло. 65 х 55 см.
- Коровин Константин Алексеевич. 1861—1939

32. Вечер в Крыму. Холст, масло. 64,5 х 83 см.
- Крылов Евгений Игнатьевич. 1926

33. Краснокаменка. 1979. Холст, масло. 50 х 65 см.
- Куликов Владимир Афанасьевич. 1918

34. Весна, Малоярославец. 1978. Картон, масло. 24,5 х 35 см.
- Куприн Александр Васильевич. 1880—1960

35. Уголок старого Бахчисарая. 1957. Холст, масло. 70,5 х 102,6 см.
36. Феодосийский залив. Утро. 1948. Холст, масло. 67,5 х 102 см.
37. Улица Бахчисарая. Холст, масло. 73 х 120 см.
38. АюДаг. Раннее утро. Холст, масло. 68,2 х 90 см.
- Лабас Александр Аркадьевич. 1900—1983

39. Станция метро «Динамо». 1949. Картон, масло. 34,5 х 43,5 см.
40. Пейзаж в Коктебеле. 1957. Холст, масло. 55 х 81 см.
- Лентулов Аристарх Васильевич. 1882—1943

41. Мужчина и женщина. 1910. Холст, масло. 70 х 84 см.
42. Крым. Алупка. 1908. Холст, масло. 32,3 х 42,7 см.
43. Старая купальня. 1918. Холст, масло. 59,5 х 62,5 см.
- Лучишкин Сергей Алексеевич. 1902—1989

44. Арбатская площадь. 1923. Холст, масло. 50 х 60 см.
45. Композиция. 1922. Холст, масло. 58,5 х 43 см.
46. Река Азау. Кавказ. 1936. Холст, масло. 50 х 60 см.
- Люмкис Арон Израилевич. 1906—1986

47. Экстаз. 1969. Холст/картон, масло. 108,5 х 74 см.
48. Композиция. 1960. Картон, масло. 49,5 х 74,5 см.
- Мкртчян Каро Сурейнович. 1951

49. Женский портрет. Армянка. 1984. Холст, масло. 69 х 55 см.
- Нестерова Наталья Игоревна. 1944

50. Дом Альмы Дунги. 1980. Холст, масло. 86,3 х 65 см.
- Нагаевская Елена Варнавовна. 1900—1990

51. Мастерская Волошина. 1938. Холст, масло. 54,3 х 62 см.
- Осмеркин Александр Александрович. 1892—1953

52. На диване. Портрет Е. К. Гальпериной. 1929. Холст, масло. 100 х 119 см.
- Пустовойт Сергей Гаврилович. 1945—1992

53. Фантастический пейзаж. 1974. Картон, масло. 12,2 х 24,3 см.
- Разгулин Виктор Николаевич. 1948

54. Улица в Гурзуфе. 1981. Холст/картон, масло. 65,5 х 80 см.
55. Улица в Бухаре. 1986. Холст/картон, масло. 65 х 80 см.
- Рудакова Ольга Михайловна. 1951

56. Портрет с красными бусами. Холст, масло. 87 х 67 см.
- Сарьян Мартирос Сергеевич. 1880—1972

57. Захолустная улочка. 1943. Картон, темпера. 20 х 42,2 см.
- Ситников Александр Григорьевич. 1945

58. Трубящий ангел. 1979. Холст, масло. 65,3 х 55 см.
- Слепышев Анатолий Степанович. 1922

59. Этюд к картине. 1969. Картон, масло. 35 х 49,5 см.
- Соколов Алексей Дмитриевич. 1912—2006

60. Натюрморт с маками. 1976. Холст, темпера. 100 х 90 см.
61. Камбала. 1972. Холст, темпера. 67 х 77 см.
- Соколов Вадим Петрович. 1942

62. Бахчисарай. Тополя. 1978. Картон, масло. 48,5 х 34,5 см.
63. Натюрморт с иконой. 1975. Холст, масло. 84,5 х 54,5 см.
64. Софийский мотив. 1981. Картон, масло. 45,6 х 54,8 см.
65. Улочка в Цесиссе. 1982. Картон, масло. 33 х 42,8 см.
66. Улочка в Гурзуфе. 1986. Картон, масло. 33 х 44 см.
- Соколова Наталья Львовна. 1943

67. Дворик в Гурзуфе. 1980. Холст, масло. 59,8 х 70 см.
68. Домик. 1971. Холст, масло. 47 х 60,7 см.
69. Гурзуф. Цветение. 1977. Холст, масло. 60 х 80 см.
- Сорокина Наталья Тихоновна. 1918—1991

70. Гурзуф. Море. Холст, масло. 78 х 58,5 см.
71. Судак. 1979. Холст, масло. 60 х 80 см.
- Сохатов Валерий Тоганович. 1947

72. Весенний Гурзуф. 1985. Холст, масло. 50 х 62 см.
- Старженецкая Ирина Александровна. 1943

73. Крымский апрель. 1976. Холст, масло. 80 х 60,7 см.
- Страшко Владимир Федорович. 1955

74. Портрет Е. Ф. Молчанова. 1985. Холст, масло. 40 х 30 см.
- Табенкин Илья Львович. 1914—1988

75. Натюрморт. 1980. Холст, масло. 50 х 72 см.
76. Композиция. 1982. Холст, масло. 65,5 х 75 см.
77. Композиция. 1985. Холст, масло. 54,5 х 90 см.
- Тетерин Виктор Кузьмич. 1922—1991

78. Красные виноградники. 1958. Холст, масло. 80 х 100 см.
79. Крымский пейзаж. 1962. Холст, масло. 70 х 82 см.
80. Оливы. Жуковка. 1978. Холст, масло. 62,5 х 87 см.
81. Интерьер. 1977. Холст, масло. 90 х 69,5 см.
- Тулепбаев Ерболат Тогисбаевич. 1955

82. АюДаг. 1984. Холст, масло. 60 х 80 см.
- Удальцова Надежда Андреевна. 1886—1961

83. Весенний пейзаж. 1931. Холст, масло. 60 х 79,5 см.
84. Пейзаж с тающим снегом. 1931. Холст, масло. 59,5 х 74,5 см.
- Ульянов Николай Иванович. 1922

85. Адалары. 1979. Картон, масло. 35 х 50 см.
- Фальк Роберт Рафаилович. 1886—1958

86. Пейзаж из окна. Париж (с большим небом). 1937. Холст, масло. 73,3 х 92,3 см.
87. Алупка. Пейзаж с морем. 1950. Холст, масло. 81 х 66 см.
- Цветкова Валентина Петровна. 1917

88. Весенние цветы. 1974. Холст, масло. 60 х 90 см.
89. Незабудки. 1969. Картон, масло. 32,3 х 46 см.
- Чхаидзе Юза Николаевич. 1942

90. Вид в Парковом. 1980. Холст, масло. 69,5 х 60 см.
91. Натюрморт с ворсовальной шишкой. 1980. Картон, масло. 79,6 х 49,5 см.
- Шейхель Марк

92. Шествие. 1920е годы. Холст/картон, масло. 47 х 56 см.
- Шкадинов Иван Павлович. 1901—1985

93. Прогулка к Адаларам. 1974. Холст, масло. 74 х 104 см.
- Эрдели Альберт Михайлович. 1891—1955

94. Сельский пейзаж. 1949. Картон, масло. 59,7 х 92 см.
- Яновский Владимир Константинович. 1876—1966

95. ЧуфутКале. Холст, масло. 54,7 х 97,5 см.

### Графика
- Анисфельд Борис Израилевич. 1879—1973

1. Натюрморт со статуэткой. 1908. Бумага, акварель. 23,3 х 25,7 см.
- Антипова Евгения Петровна. 1917—2009

2. Пейзаж в Жуковке. 1981. Бумага, акварель. 51,4 х 73,2 см.
3. Натюрморт с розами. 1968. Бумага, акварель. 64 х 51,5 см.
- Барто Ростислав Николаевич. 1902—1974

4. Портрет М. С. Волошиной. 1967. Бумага, акварель. 29 х 21 см.
- Басов Яков Александрович. 1914—2004

5. Вешние воды. Бумага, акварель. 25 х 34 см.
- Богаевский Константин Федорович. 1872—1943

6. Козы. 1923. Бумага, карандаш. 32,5 х 48,5 см.
7. Пейзаж в Козах. Бумага, карандаш. 30 х 48 см.
8. Горный пейзаж. Бумага, карандаш. 36,5 х 56,5 см.
9. Лист из серии литографий «Киммерия». Бумага, карандаш. 34,3 х 41,3 см.
- Борисов-Мусатов Виктор Эльпидифорович. 1870—1905

10. Призраки. 1903. Картон, акварель, гуашь. 45 х 58 см.
- Бруни Татьяна Георгиевна. 1902—2001

11. Эскиз декорации к «Жюстине Фавар». 1951. Бумага, малегот. 48,1 х 71,4 см.
- Бучкин Петр Дмитриевич. 1886—1965

12. Молодуха. Бумага, картон, акварель. 38,2 х 22,5 см.
- Волошин Максимилиан Александрович. 1878—1932

13. Отливы раковины. 1925. Бумага, акварель. 25,5 х 34 см.
14. Холмистые тропы. 1928. Бумага, акварель. 18,5 х 34 см.
15. Облака над Коктебелем. 1930. Бумага, акварель. 18 х 24,3 см.
16. Коктебель. 1930. Бумага, акварель, тушь. 21 х 28,3 см.
- Голубев (Авин) Павел Витальевич. 1952

17. Никитский сад (триптих). Композиция 1. 1984. Бумага, акварель. 69 х 48 см.
18. Никитский сад. Композиция 2. 1984. Бумага, акварель. 69 х 48 см.
19. Никитский сад. Композиция 3. 1984. Бумага, акварель. 69,5 х 47,5 см.
- Даран Даниил Борисович. 1894—1964

20. В бассейне. Бумага, акварель, тушь. 28 х 29,5 см.
21. В цирке. Бумага, акварель. 26 х 23 см.
22. Из серии «Чарли Чаплин». Бумага, тушь. 32,5 х 25,9 см.
23. Из серии «Чарли Чаплин». Бумага, тушь. 10,5 х 7,7 см.
24. Акробатки. Бумага, тушь. 10,5 х 7,4 см.
- Ермилова-Платова Ефросинья Федосеевна. 1895—1974

25. Гадалка. 1936. Бумага, тушь, перо. 29 х 20,5 см.
26. Портрет Е. В. Нагаевской. 1939. Картон, сангина. 44 х 32 см.
- Жаба Альфонс Константинович. 1878—1942

27. В деревне. 1918. Бумага, картон, акварель. 34 х 28 см.
28. Дорога в горах. 1932. Бумага, акварель. 32 х 23 см.
- Жаба Нина Константиновна. 1875—1942

29. У мавзолея. 1921. Бумага, акварель. 42,3 х 25,8 см.
30. Детское село. 1924. Бумага, акварель. 25 х 31 см.
31. Колоссы. Бумага, акварель. 40,5 х 30 см.
32. На севере. 1925. Бумага, акварель. 17 х 23,4 см.
- Козин Яков Дмитриевич. 1896—1973

33. Долина реки Альмы. 1953. Бумага, акварель. 19,7 х 27,2 см.
34. Мыс Меганом. 1956. Бумага, акварель. 20,2 х 27 см.
- Коровин Константин Алексеевич. 1861—1939

35. Эскиз декорации к «Маскараду» М. Ю. Лермонтова. 1910. Бумага, темпера. 46,5 х 64 см.
- Кузьмин Николай Васильевич. 1890—1987

36. За столиком. 1938. Бумага, тушь. 16,5 х 10,5 см.
- Куликов Афанасий Ефремович. 1884—1949

37. Лубок. 21,5 х 30 см.
- Лебедев Владимир Васильевич. 1891—1967

38. Обнажённая на коленях. 1926. Бумага, ламповая копоть. 20 х 30 см.
- Лембет Р.

39. Дружеский шарж (В. Н. Голубев среди картин своего собрания). 1980.
Бумага, акварель. 16 х 18,5 см.
- Лобода Владимир Викторович. 1943

40. Художник и модель. 1981. Гравюра. 21 х 13,5 см.
4172. Обетка (азбука) из 32 буквиц. 1981. Бумага, линогравюра. 21 х 15 см.
73. Людмила и я. 1982. Гравюра. Бумага. 15,5 х 10,7 см.
- Лобода Людмила Анатольевна. 1945

74. Портрет В. Лободы. 1981. Бумага, линогравюра. 21 х 13,5 см.
75. Женский портрет. 1981. Бумага, линогравюра. 21 х 14,5 см.
76. Иллюстрации к трагедии А. С. Пушкина «Каменный гость».
Бумага, гравюра на дереве. 21,2 х 15,3 см.
77. А. С. Пушкин. «Моцарт и Сальери». 1982. Бумага, линогравюра. 21,5 х 15,4 см.
- Маврина Татьяна Алексеевна. 1902—1996

78. Праздничный букет. 1945. Бумага, акварель. 50,5 х 36,5 см.
79. Красная площадь. Бумага, акварель. 4 х 6 см.
- Милашевский Владимир Алексеевич. 1893—1976

80. Лежащая женщина. Бумага, тушь, перо. 29 х 18 см.
81. Сидящая женщина. Бумага, тушь, перо. 25,8 х 17,5 см.
- Покровская Татьяна Александровна. 1903

82. Гурзуф. Бумага, акварель. 46,8 х 61 см.
- Пустовойт Сергей Гаврилович. 1945—1992

83. Горный пейзаж. 1974. Картон, пастель. 32 х 45 см.
- Разгулин Виктор Николаевич. 1948

84. Набережная Ялты. 1987. Бумага, фломастер. 24 х 32 см.
- Рахина Валентина Ивановна. 1932

85. Гурзуф, осень. 1983. Бумага, акварель. 32 х 47,5 см.
- Ремизова Варвара Леонидовна. 1916

86. Закат на Волге. 1980. Бумага, акварель. 36 х 51,5 см.
- Рудаков Михаил Захарьевич. 1914—1985

87. Адалары. Бумага, пастель. 54 х 75 см.
88. Набросок портрета В. Н. Голубева. 1978. Бумага, карандаш. 21 х 16,1 см.
89. Портрет В. Н. Голубева. 1978. Бумага, карандаш. 40 х 29,5 см.
90. Красный натюрморт. Картон, пастель. 58,7 х 40,3 см.
91. Трагический натюрморт. Бумага, пастель. 64 х 44 см.
92. Натюрморт с голубыми чашками. Бумага, пастель. 58,5 х 49,5 см.
- Софронова Антонина Федоровна. 1892—1966

93. Бахчисарай. Вечер. 1956. Бумага, акварель. 35 х 44,5 см.
- Сидур Вадим Абрамович. 1924—1986

94. Поцелуй. 1963. Бумага, гуашь. 40,7 х 29,5 см.
- Соколов Вадим Петрович. 1942

95. Вид в Гурзуфе. 1986. Бумага, монотипия. 13,8 х 19,8 см.
96. Гурзуф. 1986. Бумага, монотипия. 44 х 28,7 см.
- Старженецкая Ирина Александровна. 1943

97. Жуковка. Пейзаж с оливами. 1976. Бумага, акварель. 31,7 х 42,5 см.
- Страшко Владимир Федорович. 1955

98. Девушка с БАМа. 1982. Бумага, уголь. 42 х 38 см.
- Табенкин Илья Львович. 1914—1988

99. Натюрморт с птицами. Бумага, пастель. 28 х 33,2 см.
- Тетерин Виктор Кузьмич. 1922—1991

100. Виноградники. 1978. Бумага, акварель. 51 х 73 см.
101. Пустынный берег в Жуковке. 1973. Бумага, акварель. 50 х 65,5 см.
- Ульянов Николай Павлович. 1875—1949

102. Обнажённая. 1917. Бумага, акварель. 41,5 х 28,5 см.
- Элибекян Генрих Вагаршакович. 1936

103. Уголок старого Тбилиси. 1960. Бумага, монотипия. 22 х 12,5 см.
- Юон Константин Федорович. 1875—1958

104. Натурщица. 1923. Бумага, карандаш, сангина. 34 х 21 см.
- Яновский Владимир Константинович. 1876—1966

105. Ялта с массандровского берега. Бумага, акварель, гуашь. 28,5 х 41,2 см.

### Франсиско Инфанте-Арана. 1943
1. Вектор поляны. 1966. Фотоотпечаток. 28 х 28 см.
2. Игра жестов. 1977. Фотоотпечаток. 28 х 28 см.
3. Игра жестов. 1977. Фотоотпечаток. 28 х 28 см.
4. Ипостаси круга. 1977. Фотоотпечаток. 28 х 28 см.
5. Зимний квадрат. 1978. Фотоотпечаток. 28 х 28 см.
6. Ипостаси круга. 1978. Фотоотпечаток. 28 х 28 см.
7. Король треугольника. 1978. Фотоотпечаток. 28 х 28 см.
8. Очаги искривлённого пространства. 1979. Фотоотпечаток. 28 х 28 см.